# Херсикрат
Херсикра́т (дав.-гр. Χερσικράτης) — персонаж давньогрецької міфології, коринфієць-ойкіст з роду Гераклідів.

## Міфологія
Давньогрецький ойкіст, зайняв і колонізував острів Схерія (тепер Корфу), витіснивши звідти лібурнів, і, згідно зі Страбоном, у 735 або 706 році до нашої ери (за Євсевієм); за археологічними даними, між 720 і 700 роками до нашої ери заснував місто Коркіра. Це сталося, коли Кіпсел, син Еетіона (онук Ехекрата), захопив владу в Коринфі як тиран і витіснив Вакхідів (Павсаній Коринтянам, 4, 4).
Ім'я його перейшло потім і на весь острів. За Страбоном, заснування Коркіри Херсикратом збігається в часі із заснуванням Сіракуз коринфійцем же Архією (735 рік до нашої ери).